# Trachelopachys
Genre
Synonymes
- Tetratrachelas Caporiacco, 1955

Trachelopachys est un genre d'araignées aranéomorphes de la famille des Trachelidae.

## Distribution
Les espèces de ce genre se rencontrent en Amérique du Sud.

## Liste des espèces
Selon World Spider Catalog (version 21.5, 14/01/2021) :
- Trachelopachys aemulatus Gertsch, 1942
- Trachelopachys ammobates Platnick & Rocha, 1995
- Trachelopachys bicolor Chamberlin, 1916
- Trachelopachys bidentatus Tullgren, 1905
- Trachelopachys camarapi Pantoja, Saturnino & Bonaldo, 2021
- Trachelopachys caviunae (Mello-Leitão, 1947)
- Trachelopachys cingulipes (Simon, 1886)
- Trachelopachys gracilis (Keyserling, 1891)
- Trachelopachys ignacio Platnick, 1975
- Trachelopachys keyserlingi (Roewer, 1951)
- Trachelopachys machupicchu Platnick, 1975
- Trachelopachys magdalena Platnick, 1975
- Trachelopachys quadriocellatus (Mello-Leitão, 1939)
- Trachelopachys sericeus (Simon, 1886)
- Trachelopachys singularis (Caporiacco, 1955)
- Trachelopachys tarma Platnick, 1975

## Publication originale
- Simon, 1897 : Histoire naturelle des araignées. Paris, vol. 2, p. 1-192 (texte intégral).